# Кемпбелли з Кодора

Хрест (емблема) клану Кемпбелл з Кодора.

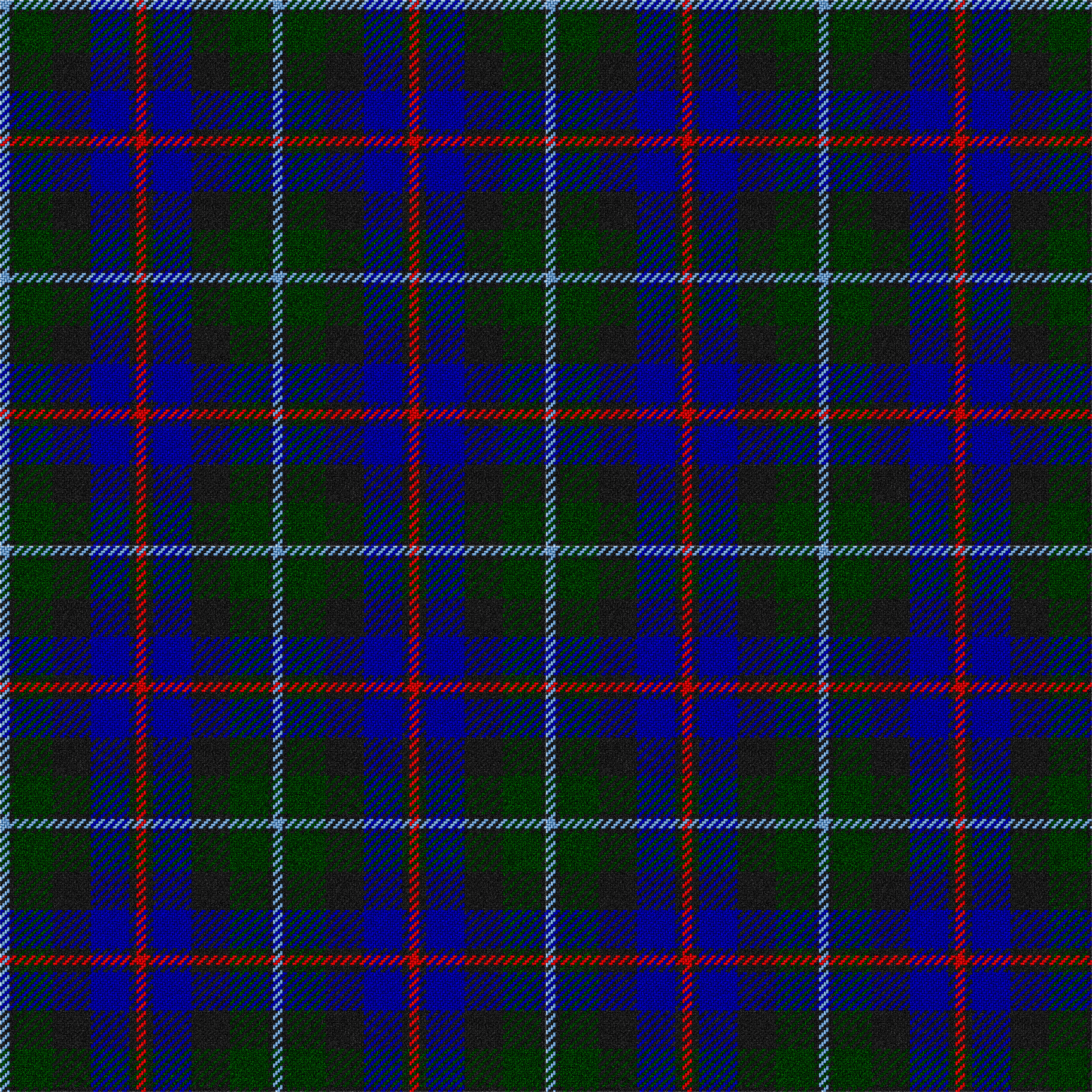
Тактан клану Кемпбелл з Кодора.

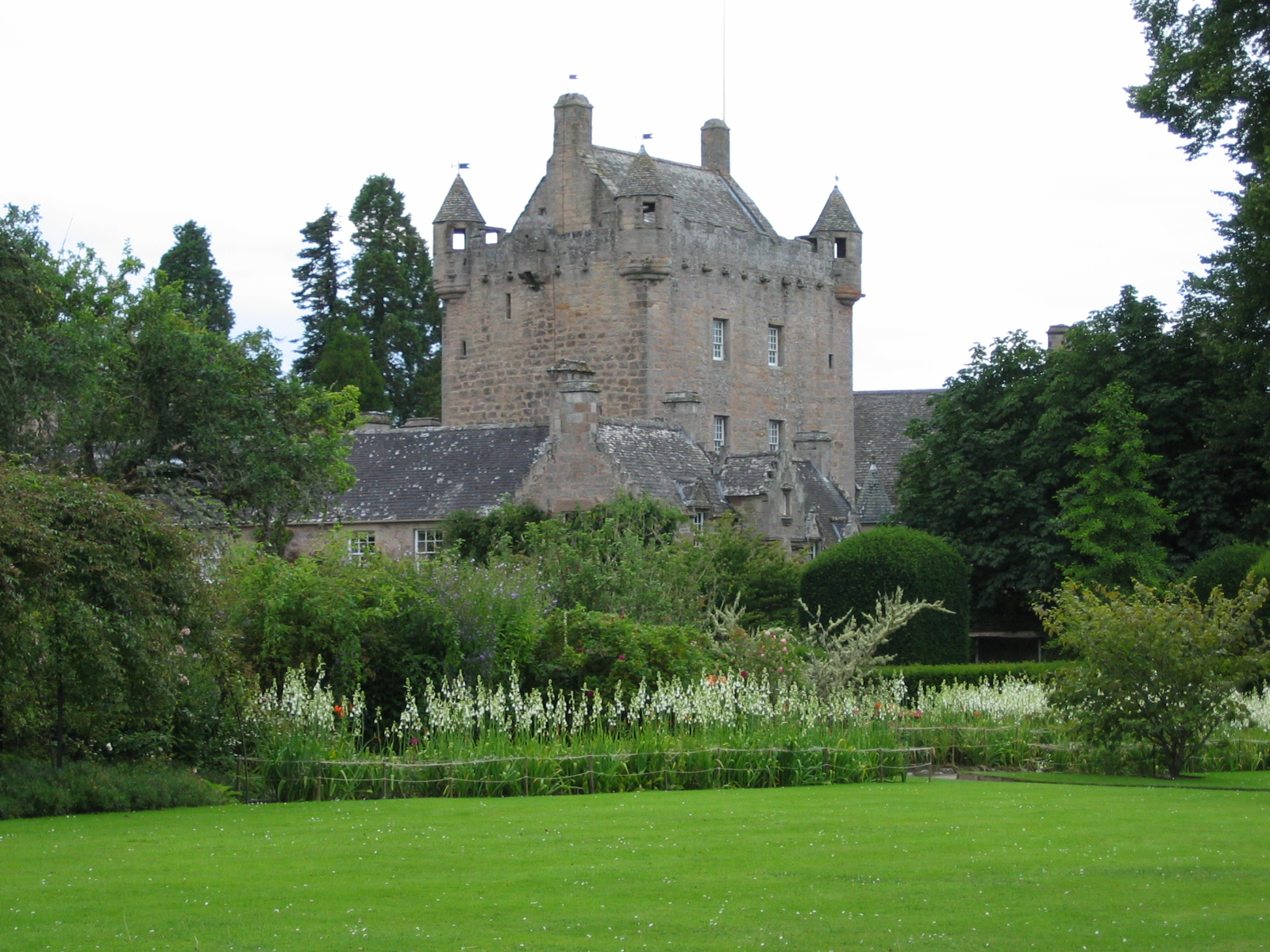
Замок Кодор (Cawdor Castle) — резиденція вождів клану Кемпбелл з Кодора.

Кемпбелл з Кодора (шотл. гел. Campbell Cawdor) — один з гірських шотландських кланів. Цей клан нині не має вождя, який був би представником на раді шотландських вождів кланів. Клан не має вождя який би був визнаний герольдами. Такий клан в Шотландії називається «кланом зброєносців». 

## Історія клану Кемпбелл з Кодора
У 1510 році Мюріел Колдер — дочка Джона Колдера, VII тана клану Калдер, вийшла заміж за Джона Кемпбелла — третього сина II графа Аграйл. З 1524 по 1546 рік сер Джон Кемпбелл Калдер не жив у замку Кодор — аж до своєї смерті. Після смерті Мюріела в 1573 році тан клану піов у відставку на користь свого внука — Джона Кемпбелла. У XVII столітті сер Джон Кемпбелл Калдер продає землю Крой та Ферінтощ лорду Ловат. Планувалось продати острів Айслі. Цей острів належав у 1612 – 1726 роках клану Кемпбелл з Кодора після того як він був куплений Даніелом Кемпбеллом Шавфілдом. Сер Джон Кемпбелл — VIII вождь клану Калдер одружився з Мері — старшою дочкою Левіса Прайса. Кемпбелл Кодор помер 1777 року. Йому успадкував син Прайс Кемпбелл Калдер. Його син Джон став лордом Калдер Кастлемартін у 1797 році. Після його смерті у 1821 році його змінив син Джон Фредерік Кемпбелл — І граф Кодор, І тан Кодор.
Назва Кодор (англ. Cawdor) — англомовний варіант шотландської гельської назви Калдер (шотл. гел. Calder).  На початку XIX століття лорд Джон Кемпбелл Калдер проживав в Англії і змінив назву замку і назву клану. 

## Симвліка клану
На емблемі клану написано гасло: «Думай!» Тартан клану схожий на тартани інших кланів з назвами Кемпбеллів. Цей тартан до 1789 році називався тартаном Аргілл. 

## Септи, фамілії та варіанти прізвищ, що походять з клану Кемпбелл з Кодора
Cadall, Caddel, Caddell, Cadder, Cadell, Cadella, Caldaile, Caldell, Calder, Caldor, Cambal, Cambale, Cambel, Cambele, Cambell, Cambelle, Camble, Cammell, Campbele, Campbell, Campbill, Campble, Cattal, Cattall, Cattell, Cattle, Cauder, Caudle, Caulder, Cawdale, Cawdor, Chambelle, Cowdale, Kambail, Kambaile, Kambayl, Kumpel, O'Docharty, Torie, Torrie, Torry.